# Luzhu (Kaohsiung)
Luzhu oder Lujhu (chinesisch 路竹區, Pinyin Lùzhú Qū, Tongyong Pinyin Lùjhú Cyu, W.-G. Lu4-chu2 Ch'ü1) ist ein Stadtbezirk von Kaohsiung in der Republik China (Taiwan).

## Beschreibung
Luzhu liegt im Nordwesten des Stadtgebiets von Kaohsiung. In einem kleinen Abschnitt im Norden grenzt der Bezirk an den Fluss Erren oder Erren Xi (二仁溪), der hier die Grenze zur nördlich benachbarten Stadt Tainan (Stadtbezirke Rende und Guiren) bildet. Die angrenzenden Stadtbezirke in Kaohsiung sind Hunei im Nordwesten, Qieding im Westen, Yong’an im Südwesten, Gangshan im Südosten und Alian im Osten. Luzhu liegt im Süden der Jianan-Ebene, einer ausgedehnten Schwemmebene, die die in erdgeschichtlicher Zeit durch Sedimentablagerungen entstanden ist. Das Gelände ist weitgehend eben und steigt langsam nach Osten hin an. Die durchschnittliche Höhe über dem Meeresspiegel berägt 20 Meter. Das Klima ist gleichmäßig warm mit einer Jahresmitteltemperatur von 24 bis 25 °C. Die Monatsmitteltemperatur schwankt zwischen 28 °C im Sommer und 18,5 °C im Winter. Der Regen fällt vor allem in den Sommermonaten.

## Geschichte
Vor dem 17. Jahrhundert war die Gegend von Luzhu von Pingpu, d. h. indigen-taiwanischen Ethnien der westlichen Ebenen Taiwans aus dem Volk der Makatao besiedelt. Nach der Eroberung Süd-Taiwans durch Zheng Chenggong gehörte das Gebiet von Luzhu zum Kreis Wannian (萬年縣). Nach dem Anschluss Taiwans an das chinesische Kaiserreich der Qing-Dynastie unterstand Luzhu dem Kreis Fengshan (鳳山縣). Der ursprüngliche Ortsname lautete Banluzhu (半路竹,  Bànlù zhú), was ungefähr mit „Bambus auf halbem Weg“ übersetzt werden kann. Dies könnte eine Örtlichkeit bezeichnet haben oder aber durch homophone Übernahme von Begriffen aus der Pingpu-Sprache entstanden sein. Während der japanischen Herrschaft in Taiwan (1895–1945) wurde am 1. Oktober 1920 die Verwaltung Taiwans grundsätzlich reorganisiert und aus der bisherigen Örtlichkeit Banluzhu wurde das Dorf Luzhu (路竹庄,  Lùzhú zhuāng). Nach Übernahme Taiwans durch die Republik China 1945 entstand daraus die Landgemeinde Luzhu (路竹鄉,  Lùzhú xiāng) im neu eingerichteten Landkreis Kaohsiung. Am 25. Dezember 2010 wurde der Landkreis aufgelöst und in die Stadt Kaohsiung eingemeindet. Luzhu erhielt den Status eines Stadtbezirks (區,  Qū).

## Bevölkerung
Die große Mehrheit der Bevölkerung bilden Hoklo. Ende 2019 lebten 203 Angehörige indigener Völker in Luzhu (Bevölkerungsanteil ca. 0,4 %).

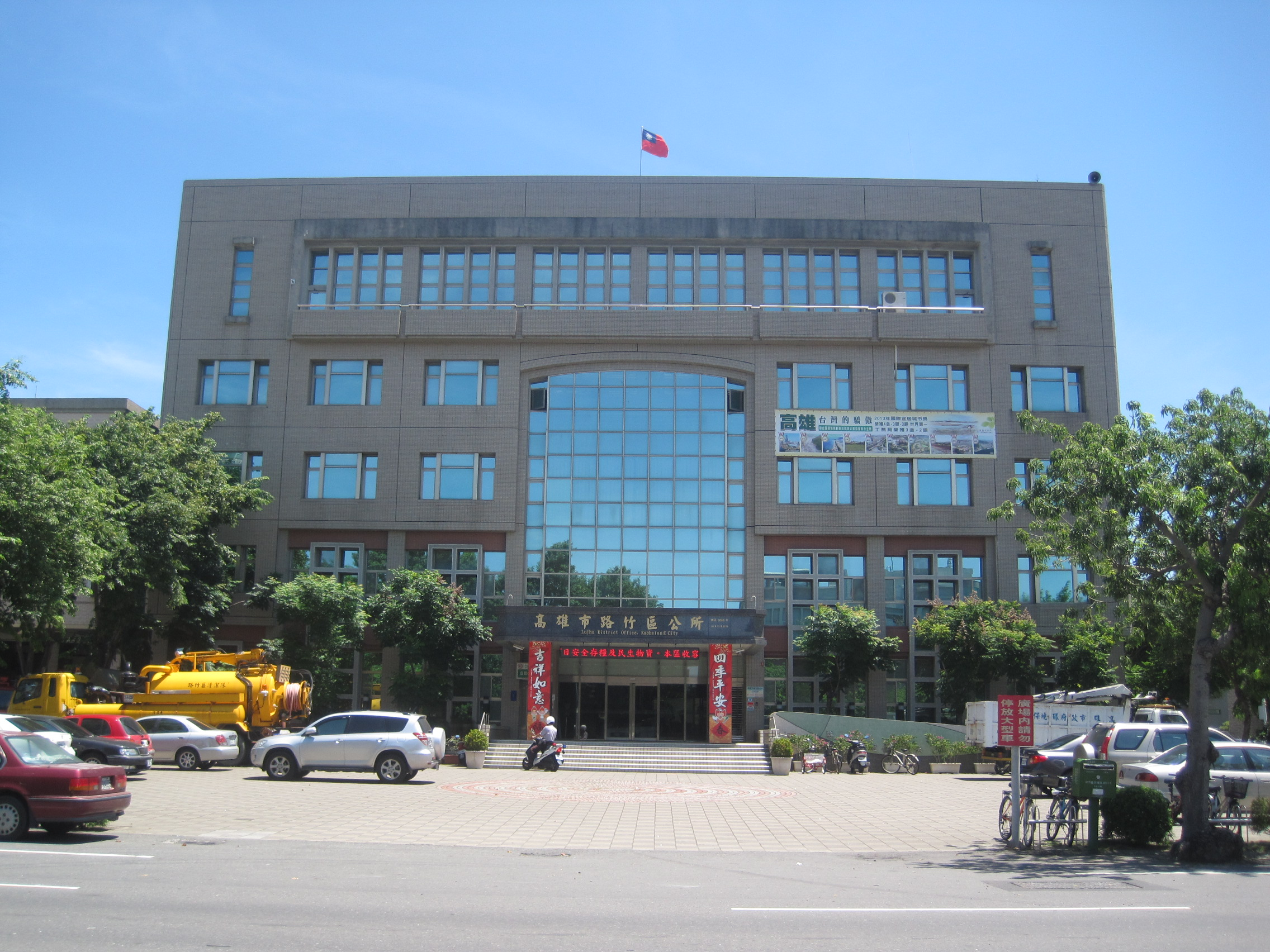
Bezirksamt von Luzhu

| Gliederung Luzhus |
|                   |

## Verwaltungsgliederung
Nach 1945 war die damalige Landgemeinde Luzhu zunächst in 16 Dörfer (村,  Cūn) untergliedert. 1949 kamen die beiden Dörfer Zhuhu und Dingliao von der Nachbargemeinde Hunei hinzu. Das Dorf Shenan wurde aus Teilen von Shexi am 1. Oktober 1989 gebildet und das Dorf Zhunan am 1. Oktober 2005 aus Teilen des Dorfes Zhudong. Nach der Eingliederung in die Stadt Kaohsiung erhielten die Dörfer den Status von Stadtteilen (里,  Lǐ).
Derzeit ist Luzhu in 20 Stadtteile untergliedert.
1 Shezhong (社中里)

2 Shexi (社西里)

3 Zhudong (竹東里)

4 Zhuxi (竹西里)

5 Wenbei (文北里)

6 Zhuhu (竹滬里)

7 Dingliao (頂寮里)

8 Xinda (新達里)

9 Houxiang (後鄉里)

10 Wennan (文南里)

11 Zhunan (竹南里)

12 Beiling (北嶺里)

13 Sanye (三爺里)

14 Yaliao (鴨寮里)

15 Shenan (社南里)

16 Shedong (社東里)

17 Xiakeng (下坑里)

18 Zhuyuan (竹園里)

19 Jiabei (甲北里)

20 Jianan (甲南里)

## Wirtschaft
Die Landwirtschaft spielt in Luzhu weiterhin eine wichtige Rolle. Rund 30 % der erwerbstätigen Bevölkerung arbeiten im Primärsektor. Etwa 2511 Hektar werden als Acker- und Weideland genutzt, 664 Hektar zur Viehzucht (vor allem Geflügel- und Schweinehaltung) und 105 zur Fischzucht. Als die „vier Spezialitäten“ Luzhus gelten Tomaten, Blumenkohl, Eier und Eiprodukte, sowie Milchfisch.

## Verkehr
Luzhu wird durch drei Hauptverkehrsstraßen, die in etwa parallel zueinander in südsüdöstliche Richtung verlaufen, durchzogen: am weitesten östlich die Nationalstraße 1 (Autobahn), etwa 2,5 Kilometer westlich davon im Zentrum von Luzhu, die Provinzstraße 1 und weitere etwa 3 Kilometer westlich die Provinzstraße 17. Wichtigste Ost-West-Verbindung ist die im Norden von Luzhu verlaufende Provinzstraße 28. Luzhu hat Anschluss an die Längslinie (縱貫線) der Taiwanischen Eisenbahn mit den Haltebahnhöfen Luzhu und Dahu.

## Höhere Bildungseinrichtungen

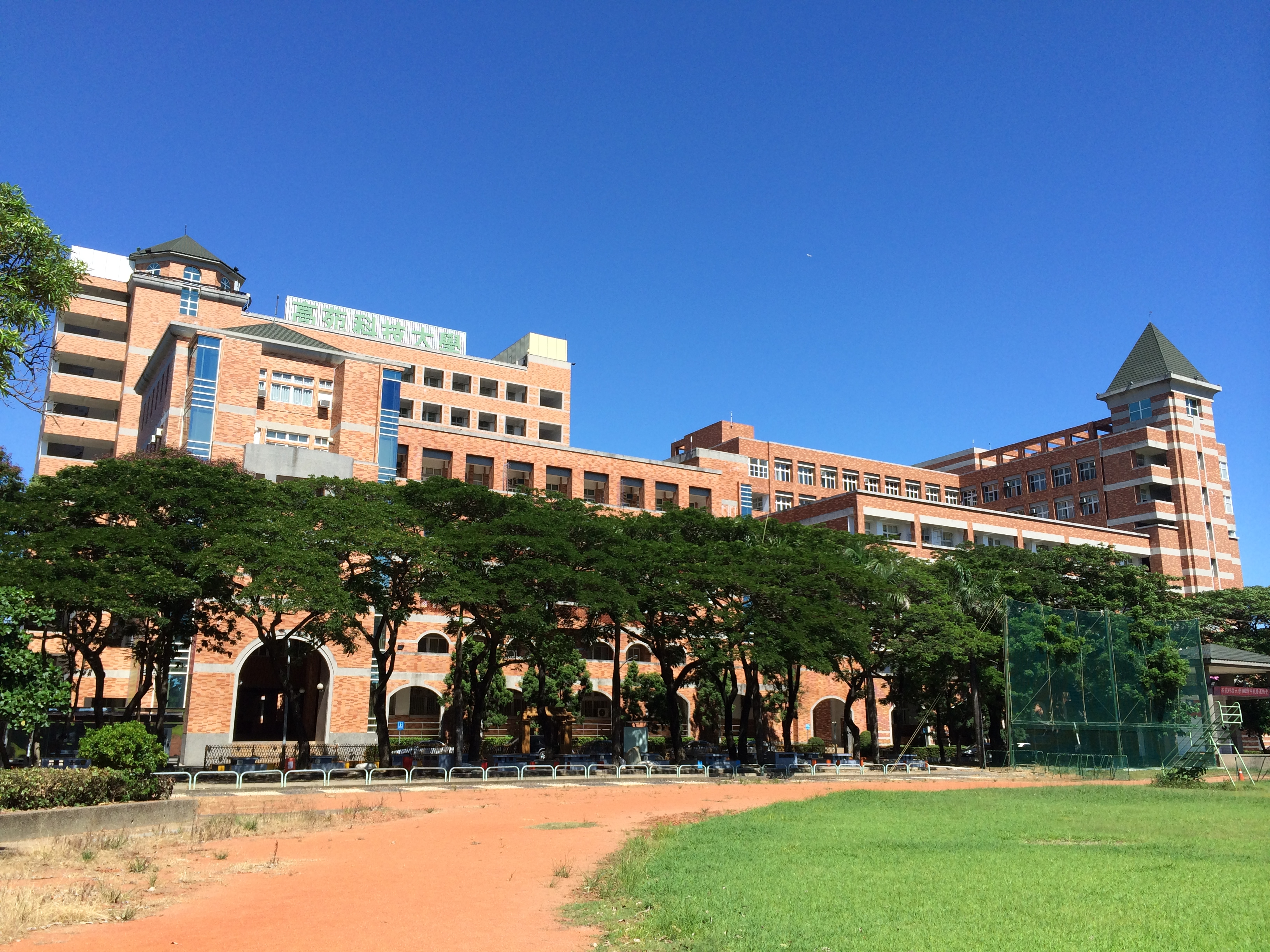
Gebäude der Kao-Yuan-Universität

In Luzhu befindet sich ein Standort des Kaohsiung-Wissenschaftsparks (高雄科學園區), der ein Teil des Südtaiwan-Wissenschaftsparks ist. Ersterer liegt an der Grenze der drei Stadtbezirke Luzhu, Gangshan und Yong’an und umfasst ungefähr 570 Hektar. Auf dem Gelände haben sich zahlreiche Unternehmen aus den Bereichen Optoelektronik, Medizintechnik und Raumfahrt angesiedelt. Auf dem Gelände des Parks befindet sich auch die private Kao-Yuan-Universität für diverse angewandte Industrietechnologien, Materialwissenschaften u. Ä.

## Besonderheiten
An verschiedenen Orten Luzhus sind noch vereinzelt ältere Wohnhäuser aus der Zeit von Anfang des 20. Jahrhunderts oder davor zu finden. In Luzhu gibt es eine Reihe von sehenswerten Tempeln, darunter im Ortsteil Jianan den buddhistischen Yijia-Guanyin-Tempel (一甲觀音亭 ) aus dem Jahr 1913, oder den Zhuhu-Huashan-Tempel (竹滬華山殿 ), dessen Anfänge auf die Anfangszeit der Qing-Herrschaft in Taiwan (1683) zurückgehen. In dem Tempel wird unter anderem Zhu Shugui (朱術桂), ein Ming-Thronprätendent, der nach der Machtübernahme durch die Mandschu auf dem chinesischen Festland auf die Insel Taiwan geflüchtet war, verehrt.

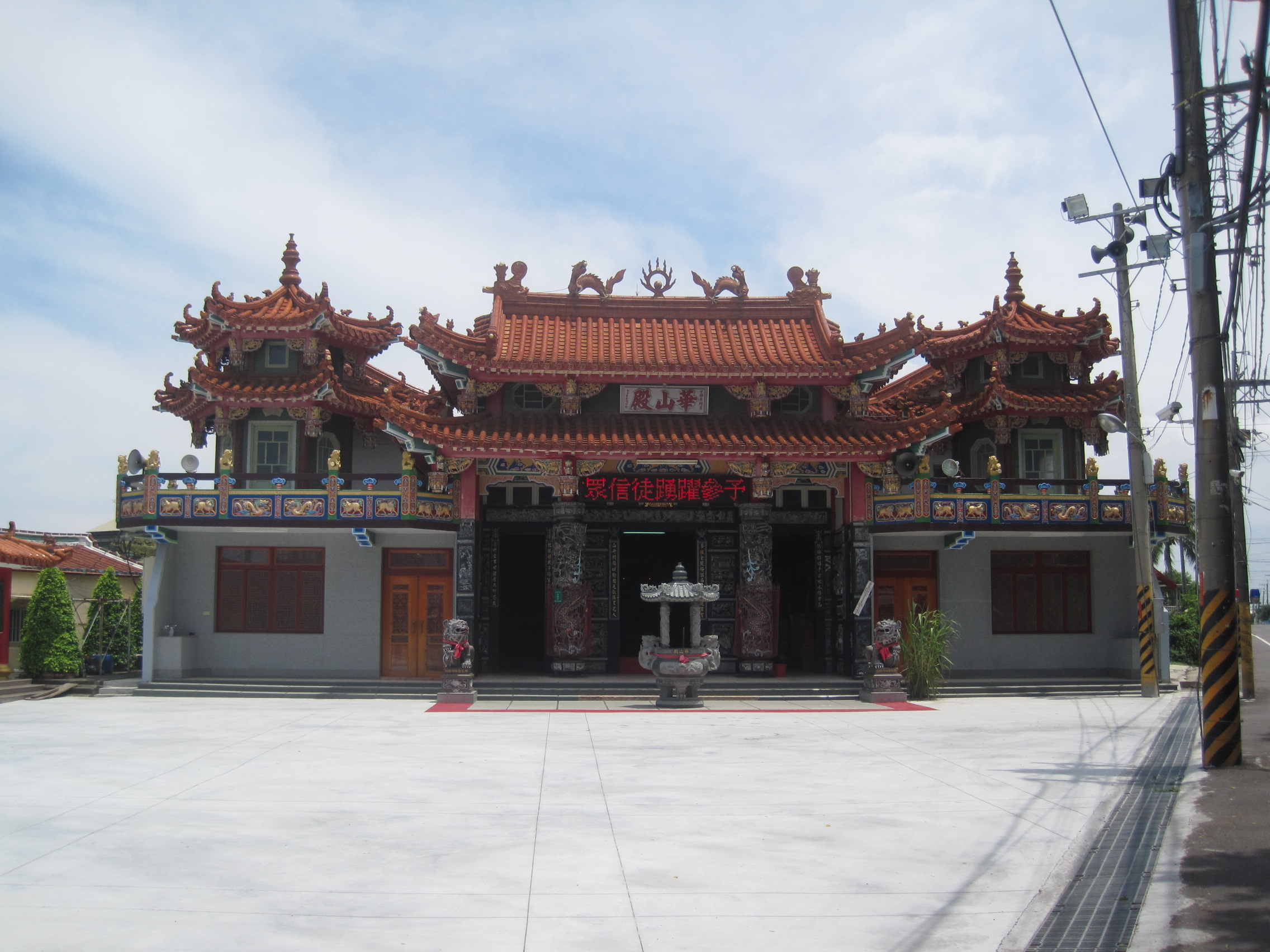
Zhuhu-Huashan-Tempel
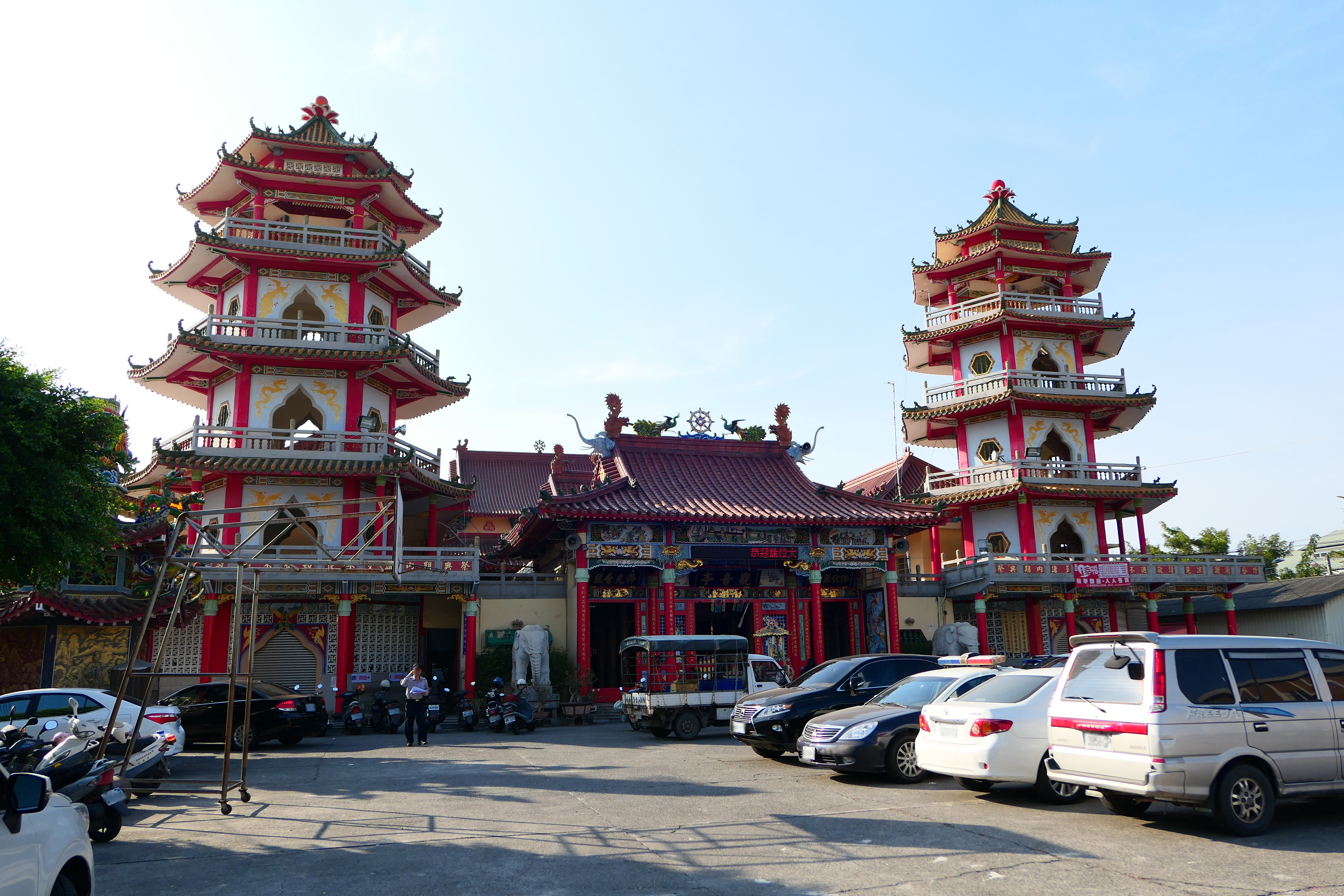
Yijia-Guanyin-Tempel